# Kostjantyn Teliševskyj
Kostjantyn Hnatovyč Teliševskyj, cyrilicí Костянтин Гнатович Телішевський, polsky Konstanty Teliszewski (28. srpna 1851 Slavna – 21. dubna 1913 Bučač nebo Bibrka), byl rakouský politik rusínské (ukrajinské) národnosti z Haliče, na konci 19. století poslanec Říšské rady.

## Biografie
Působil jako notář ve městě Turka. V závěru života je uváděn coby notář ve městě Kolomyja.
Byl veřejně a politicky aktivní. V letech 1889–1895 zasedal coby poslanec Haličského zemského sněmu. Byl tajemníkem sněmovního Rusínského klubu.
Byl i poslancem Říšské rady (celostátního parlamentu Předlitavska), kam usedl ve volbách roku 1891 za kurii venkovských obcí v Haliči, obvod Sambir, Turka atd. Ve volebním období 1891–1897 se uvádí jako Constantin Teliszewski, c. k. notář, bytem Bučač.
Po volbách roku 1891 se uvádí jako rusínský kandidát. V roce 1893 je zmiňován coby člen poslaneckého Rusínského klubu.